# Rasul Gamzatov

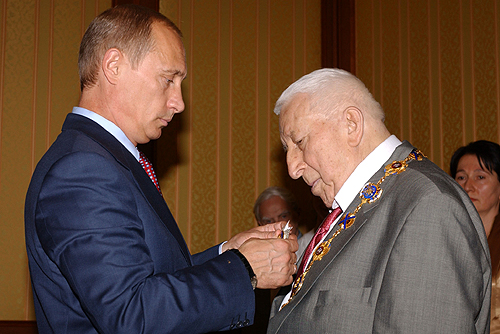
Rasul Gamzátov, septiembre 2003

Rasul Gamzátovich Gamzátov (en ruso: Расу́л Гамза́тович Гамза́тов; en avar: Расул XIамзатов; Tsadá, RASS de Daguestán, 8 de septiembre de 1923-Moscú, 3 de noviembre de 2003) fue un escritor, poeta y político avar.

## Trayectoria
Gamzátov es originario de Daguestán. Para ser más precisos, nació en el pueblo de Tsadá el 8 de septiembre de 1923. Es un representante de los avares (uno de los pueblos indígenas del Cáucaso). Rasul es el tercer hijo de la familia. Tenía tres hermanos, dos mayores y uno menor. Su padre fue un famoso poeta daguestaní (Gamzat Tsadasá). Fue él quien inculcó en el niño el sentido de belleza. Fue su padre quien le enseñó a notar la belleza en todo lo que lo rodea. Muy pronto escribió su primer poema y en los años siguientes escribió para varias publicaciones. Tras estudiar magisterio, volvió en 1940 a su aldea para dar clases y trabajar en otros sitios como ayudante de dirección teatral o periodista en periódicos y radio.
En 1943, publicó su primer poema. Entre 1945 y 1950, estudió en el Instituto de Literatura Maxim Gorki de Moscú. En 1947, publicó su primer poemario en ruso al que siguieron 25 libros más en ruso y avar. Su poesía fue escrita en el idioma avar siendo traducida magistralmente al idioma ruso principalmente por los poetas y traductores Naum Grébnev y Yákov Kozlovski. También trabajó como traductor, y como político fue diputado del Soviet Supremo de la República Autónoma Socialista Soviética de Daguestán, miembro del Presidium del Sóviet Supremo de la Unión Soviética (1962-1966 y 1971) y representante de Daguestán en la Unión de Escritores de la URSS y de la RSFS de Rusia.

## Premios y reconocimientos
Durante su vida recibió numerosos premios como Premio Estatal de la Unión Soviética en 1952, la Orden de Lenin en 1963, el de  Héroe del Trabajo Socialista en 1974, el Premio Internacional Botev en 1981 o la Orden del Santo Apóstol Andrés el Primero Llamado en 2003.
El asteroide (7509) Gamzatov fue nombrado así en su honor.